# 新盛街道 (扬州市)
新盛街道，是中华人民共和国江苏省扬州市邗江区下辖的一个乡镇级行政单位。

## 行政区划
新盛街道下辖以下地区：
绿扬新苑社区、殷湖村、双墩村、果园村、大刘村、殷巷村和七里甸村。